# Goran Tribuson

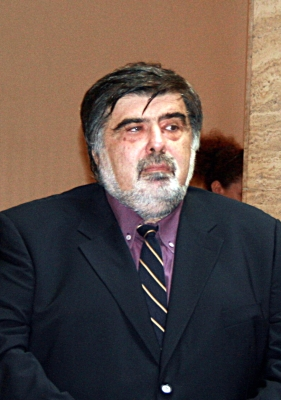
Goran Tribuson

Goran Tribuson (Bjelovar, 6 augustus 1948) is een Kroatische schrijver en tevens een film- en scenarioschrijver. Hij is lid van de Kroatische Academie van Kunsten en Wetenschappen en hoogleraar filmscenario aan de theater- en filmacademie in Zagreb.

## Biografie en werk
Tribuson is afgestudeerd in de literatuur en in de filmwetenschappen in Zagreb en werkte achtereenvolgens bij de krantenuitgever Vjesnik, als redacteur bij Školska knjiga, de grootste educatieve uitgever van het land, en als mede-uitgever van het Kroatische Lexicon.
Hij begon met schrijven als student in de jaren zeventig van de vorige eeuw, toen aangesloten bij de groep schrijvers van fantastische verhalen. Uit die tijd stammen zijn verhalenbundels Samenzwering van de kaartenmakers, De cabaretster, De Praagse dood en Het hondenparadijs. Geleidelijk aan schreef hij meer romans en schoof hij sfeermatig op naar het occulte en het mystieke. Begin jaren tachtig verschenen de romans Sneeuw in Heidelberg, Hoor je ons, Frieda Stern? en Russische roulette. Daarna splitste zijn oeuvre zich in meer autobiografisch bepaalde werken, zoals de romans De langzame overgave en Geschiedenis van de pornografie en essaybundels De vroege dagen en Gras en onkruid, en zijn serie misdaadromans Andermans zaken, Het grijze gebied, De nachtploeg en andere met de politie-inspecteur Banić, later privédetective Banić in de hoofdrol. De lijn van zijn autobiografische romans werd vanaf de jaren negentig doorgetrokken in de romans De fanclub en Het huis waar de duivel woont, beide gesitueerd in de binnenlanden van Kroatië rondom zijn geboortestreek. Vooral met de laatstgenoemde keert hij gedeeltelijk ook weer terug naar het mystieke.

## Stijl en invloeden
Als jonge schrijver was Tribuson, net als menig ander schrijver van die tijd in zijn land, onder invloed van Jorge Luis Borges. Andere schrijvers die hij als voorbeelden nam zijn Raymond Chandler, Graham Greene en Karel Čapek. Voorts is de hedendaagse muziek zoals rock, pop en ook jazz een belangrijke smaakmaker in zijn romans. De namen van The Rolling Stones, Bob Dylan, Nick Cave en Charlie Parker, die veelvuldig in zijn teksten voorkomen, hebben hem de bijnaam de rocker tussen de academieleden bezorgd.
Tribusons stijl wordt gekenmerkt door een scherpe maatschappelijke kritiek, vermijding van welke ideologie dan ook, compacte en intelligente plots, een benijdenswaardige taalacrobatiek en schrijfvaardigheid in postmodernistische technieken zoals inter- en metatekstualiteit, persiflage en zelfreferentie. Daarnaast beschikt hij over humor en streeft hij ernaar om zijn lezers te vermaken.

### Proza
- Zavjera kartografa (Samenzwering van de kaartenmakers, verhalenbundel), Zagreb: Znanje, 1972
- Praška smrt (De Praagse dood, verhalenbundel), Zagreb: Centar za kulturnu djelatnost Saveza socijalističke omladine, 1975
- Raj za pse (Het hondenparadijs, verhalenbundel), Čakovec: "Zrinski", 1978
- Snijeg u Heidelbergu (Sneeuw in Heidelberg, roman), Zagreb: "August Cesarec", 1980
- Čuješ li nas Frido Štern (Hoor je ons, Frida Štern, roman), Zagreb: "August Cesarec", 1981
- Ruski rulet: bulevarski roman, 2 sv. (Russische roulette, roman), Beograd: Prosveta, 1982
- Spavaća kola, izabrane priče (De slaapwagon, verhalenbundel), Osijek: Revija, 1983
- Polagana predaja (De langzame overgave, roman), Zagreb: Znanje, 1984
- Legija stranaca (Het Vreemdelingenlegione, roman), Zagreb: Znanje, 1985
- Zavirivanje, prvi slučaj policijskog inspektora Banića (Andermans zaken, het eerste geval van politie-inspecteur Banić, roman), Beograd: Prosveta, 1985. In Nederland: KLIN (2015), vertaald door Sanja Kregar.
- Uzvratni susret (Counter game, roman), Opatija: "Otokar Keršovani", 1986
- Made in U. S. A., roman (Made in USA, roman), Zagreb: Znanje, 1986
- Klasici na ekranu, zbirka priča (De klassiekers op het scherm, verhalenbundel), Zrenjanin, 1987
- Povijest pornografije, roman (Geschiedenis van de pornografie, roman), Zagreb: Znanje, 1988
- Siva zona, drugi slučaj policijskog inspektora Nikole Banića (Het grijze gebied, de tweede zaak van politie-inspecteur Banić, roman), Zagreb: Školska knjiga, 2001. In Nederland: KLIN (2015), vertaald door Sanja Kregar
- Potonulo groblje (Het verzonken kerkhof, roman), Zagreb: Znanje, 1990
- Dublja strana zaljeva, treći slučaj istražitelja Nikole Banića (De diepere kant van de baai, de derde zaak van privé-detective Nikola Banić, roman), Zagreb: Školska knjiga, 2001. In Nederland: KLIN (2019), vertaald door Sanja Kregar
- Sanatorij, roman (Het sanatorium, roman), Zagreb: Znanje, 1993
- Noćna smjena, četvrti slučaj istražitelja Nikole Banića (De nachtploeg, de vierde zaak van privé-detective Nikola Banić, roman), Zagreb: Targa, 1996
- Rani dani: kako smo odrastali uz filmove i televiziju (De vroege dagen: Hoe wij met de tv en films zijn opgegroeid, autobiografische essays), Zagreb: Znanje, 1997
- Zvijezda kabarea: [nove priče] (De cabaretster, nieuwe verhalen), Zagreb: Znanje, 1998
- Osmi okular: izabrane priče; izbor i pogovor Igor Štiks (De achtste ooglens, verzamelde korte verhalen), Zagreb: Ceres, 1998
- Trava i korov: novi zapisi o odrastanju (Gras en onkruid: Nieuwe aantekeningen over het opgroeien, autobiografische essays), Zagreb: Mozaik knjiga, 1999
- Bijesne lisice, peti slučaj istražitelja Nikole Banića (Dolle vossen: de vijfde zaak van privé-detective Nikola Banić, roman), Zagreb: Školska knjiga, 2000
- Klub obožavatelja: periferijski kvartet (De fanclub, roman), Zagreb: Znanje, 2001. In Nederland: vertaald en uitgegeven door Sanja Kregar, 2011, KLIN (2016)
- Ne dao Bog većeg zla (God behoede ons van een nog groter euvel, roman), Zagreb: Mozaik knjiga, 2002
- Mrtva priroda: ogledi iz estetike (Stilleven: Essays over de estethiek), Zagreb: Mozaik knjiga, 2003
- Gorka čokolada: šesti slučaj istražitelja Nikole Banića (Bittere chocolade: de zesde zaak van privé-detective Nikola Banić, roman), Zagreb: Školska knjiga, 2004
- Kuća u kojoj stanuje vrag (Het huis waar de duivel woont, roman), Zagreb: Znanje, 2006. In Nederland: KLIN (2016), vertaald door Sanja Kregar.
- Divlja plaža (Het wilde strand), Zagreb: Mozaik knjiga, 2008
- Zbirka otrova (De vergiffenverzameling), Zagreb: Mozaik knjiga, 2010
- Susjed u nevolji (Burenperikelen), Zagreb: Mozaik knjiga, 2014
- Propali kongres (Het mislukte congres), Zagreb: Mozaik knjiga, 2014
- Sestrica s jezera (Het zusje aan het meer), Zagreb: Mozaik knjiga, 2015
- Vrijeme ljubavi (Tijden van liefde), Zagreb: Mozaik knjiga, 2017
- Otac od bronce (Bronzen vader), Zagreb: Mozaik knjiga 2019

### Toneelstukken
- Crvena prašina, (Red Dust) 1999, director Zrinko Ogresta
- Srce nije u modi, (The Heart is Not Fashionable) 2000, director Branko Schmidt
- Polagana predaja, (Slow Surrender) 2001, director Bruno Gamulin [5]
- Potonulo groblje, (The Sunken Cemetery) 2002, director Mladen Juran
- Ne dao bog većeg zla, (God Save Us From Greater Evil) 2002, director Snježana Tribuson
- Odmori se, zaslužio si (Ga jij maar welverdiend uitrusten) 2006-2014, director Snježana Tribuson

### Verzamelde werken
- Hrvatska kratka priča: antologija priča "Večernjeg lista" 1964.-1994.; izbor, predgovor i bilješke Tomislav Sabljak, (Croatian Short Story: an anthology), Zagreb: Alfa: Večernji list, 1994
- Antologija hrvatske novele, ed. Krešimir Nemec, (Anthology of Croatian novellas), Zagreb: Naklada Pavičić, 1997
- Antologija hrvatskog humora: zlatna knjiga humorističke i satiričke književnosti kroz šest stoljeća, odabrao i priredio Fadil Hadžić, (Anthology of Croatian Humor: the Golden Book of Humoristic and Satirical Literature Through Six Centuries), Zagreb: V.B.Z., 1999
- Antologija hrvatske književnosti, (Anthology of Croatian Literature), ed. Matilda Bolcs, Budapest: Nemzeti Tankonyvkiado, 1999
- Prodavaonica tajni: izbor iz hrvatske fantastične proze, (Shop of Secrets: a selection of Croatian fantastic prose), ed. Jagna Pogačnik, Zagreb: Znanje, 2001
- V objetí řeky: antologie chorvatské povídky 20. století / sestavil, úvod a slovník zastoupených autorů napsal Ivan Dobrovský; doslov napsal Miroslav Šicel; přeložili Vlasta Burmazová... [et al.] 1. vyd, Brno; Boskovice: František Šale - ALBERT, 2002
- Pisci o pisanju, (Writers on Writing), ed. Milana Vuković Runjić, Zagreb: Vuković & Runjić, 2003

### Overige bijdragen
- Velimir Visković u Pozicija kritičara: "kritičarske opaske o suvremenoj hrvatskoj prozi", Zagreb: Znanje, 1988 (The Position of the Critic: Critical Comments on Contemporary Croatian Literature)
- Miroslava Vučić: "Čitanje scenarija "Doviđenja u Nuštru" Gorana Tribusona, Književna revija, Osijek - 32 (1992), 3-4-5-6; str. 301-359 (Reading of the Screenplay)
- Gordana Crnković, "Posveta modernizmu: Goran Tribuson: Sanatorij", Riječi - (1993), 11/12; str. 163-168 (Dedication to Modernism: Goran Tribuson, Sanatorium)
- Đurđa Strsoglavec, "Goran Tribuson Oduzmete li mi pravo na mijenu, učinili ste od mene mrtvog pisca: intervju s G. Tribusonom" (Goran Tribuson: If You Take Away My Right to Change, You've Made Me a Dead Writer: interview with G. Tribuson)
- Jasminka Kokolić, Ivana Bašić. Noćna smjena (Night Shift) / Helena Sablić-Tomić - Bibliografske bilješke uz tekst (Bibliographical notes on the Text), Književna revija, Osijek - 36 (1996), 1/2; str. 67-117
- Ivan Pinter, Strukturni izvori i uviri proze Gorana Tribusona (Structural Sources and Influences in Goran Tribuson's Prose) / Bibliografske bilješke uz tekst; Summary, Bjelovarski učitelj, Bjelovar- 5 (1996), 1/2; str. 3-18
- Jagna Pogačnik, Borgesovski model fantastike i kratka proza Gorana Tribusona (The Borgesian Model of the Fantastic and Short Prose) / Bibliografske bilješke uz tekst, Književna revija, Osijek - 40 (2000), 1/2; str. 181-192
- Velid Đekić, Made in USA, proizvedeno u Hrvatskoj: Goran Tribuson (Made in USA made in Croatia: Goran Tribuson), Književna Rijeka, Rijeka - [6] (2001), 1; str. 84-85
- Antun Pavešković, Fusnote ljubavi i zlobe (6): Goran Tribuson: Mrtva priroda (Ogledi iz estetike), (Footnotes of Love and Malice (6): Goran Tribuson, Still Nature, Esthetical Essays), Republika, Zagreb - 60 (2004), 10; str. 123-126.